# A doua epistolă a lui Pavel către corinteni
A doua epistolă a lui Pavel către corinteni este a treia dintre epistolele pauline în canonul Noului Testament. Majoritatea covârșitoare a criticilor contemporani este în favoarea autenticității epistolei.

## Circumstanțele scrierii
Deși poartă titlul de "2 Corinteni", din câte se poate reconstitui, epistola ar fi cel puțin a patra trimisă de Pavel aceleiași Biserici din Corint. 1 Corinteni este cel puțin a doua (cf. 1 Cor. 5.9, "V-am scris în scrisoarea mea să nu vă asociați cu cei desfrânați", NTR - scrisoarea aceasta anterioară e numită uneori "epistola de avertizare"), iar între ea și 2 Corinteni se pare că a mai fost scrisă cel puțin o scrisoare (uneori denumită "epistola cu lacrimi"), menționată în 2 Cor. 2.3-4 și 7.8 (scrisoarea la care se face referire în aceste locuri nu poate fi 1 Corinteni, aceasta nepărând a fi scrisă "din durerea și din necazul inimii și cu multe lacrimi", 2 Cor. 2.4). O ipoteză este că 2 Cor. 10-13 ar fi de fapt parte din acea epistolă scrisă "cu multe lacrimi", datorită tonului lor de reproș. Mai puțin populară e ipoteza că de fapt fragmente din epistola de avertizare s-ar găsi în 2 Cor. 1-9, de exemplu 2 Cor. 6.14-7.1. Așadar, există disputa dacă epistola 2 Corinteni nu ar fi de fapt o alăturare sau combinare a mai multor scrisori trimise de Pavel.

## Conținut
1. Salutare (1.1-11)
2. Apologie cordială a apostolatului lui Pavel (1.12-7.)
3. Instrucțiuni pentru organizarea colectei pentru Biserica din Ierusalim (8-9)
4. Apologie polemică a apostolatului lui Pavel (10-13.10)
5. Salutări generale de final (13.11-13)